# Armindo Fonseca
Armindo Fonseca (Rennes, 1 de mayo de 1989) es un ciclista francés que fue profesional entre 2011 y 2018.
Armindo Fonseca comenzó en el ciclismo a los 13 años. Tras un año en categoría junior, fichó por el club Côtes d'Armor Cyclisme. En 2011, pasó a profesionales con el equipo Bretagne-Schuller, en el que permaneció hasta su retirada al final de la temporada 2018.

## Palmarés
2014
- 1 etapa de la Boucles de la Mayenne
- Tour de Vendée

## Resultados en Grandes Vueltas
Durante su carrera deportiva consiguió los siguientes puestos en las Grandes Vueltas. 
| Carrera | Carrera         | 2011 | 2012 | 2013 | 2014  | 2015  | 2016  | 2017 | 2018 |
| ------- | --------------- | ---- | ---- | ---- | ----- | ----- | ----- | ---- | ---- |
|         | Giro de Italia  | —    | —    | —    | —     | —     | —     | —    | —    |
|         | Tour de Francia | —    | —    | —    | 138.º | 119.º | 146.º | —    | —    |
|         | Vuelta a España | —    | —    | —    | —     | —     | —     | —    | —    |

—: no participa

Ab.: abandono